# Adenocarpus complicatus
Adenocarpus complicatus é uma espécie de planta com flor pertencente à família Fabaceae. 
A autoridade científica da espécie é (L.) J.Gay, tendo sido publicada em Annales des Sciences Naturelles; Botanique, sér. 2 6: 125. 1836.

## Portugal
Trata-se de uma espécie presente no território português, nomeadamente em Portugal Continental e no Arquipélago da Madeira.
Em termos de naturalidade é nativa das duas regiões atrás indicadas.

## Protecção
Não se encontra protegida por legislação portuguesa ou da Comunidade Europeia.